# Carl Lehmann
Carl Lehmann, magyarosan Lehmann Károly (Törcsvár, 1894. március 17. – Brassó, 1990. június 1.) szász turisztikai technikus, hegymászó, hegyi vezető, fényképész. A Brassó környéki hegyekben ő tervezte, építette ki, és jelölte meg a túraösvények nagy részét, útvonalakat nyitott, menedékházakat épített. Méltatói szerint „a brassói Komarnicki Gyula” és „a Kárpátok Orbán Balázsa”. Természetfotói közül sokat felhasználtak tudományos és turista kiadványok illusztrálására.
Hallgatag és visszahúzódó modora mögött segítőkész és barátságos természet rejtőzött; mindig kész volt segíteni, eligazítani, tanítani a természetjárókat. Brassó mindhárom nemzete a sajátjának tekintette: büszkén emlékeznek rá a magyar, a román, és a német turisták is.

## Élete
1894-ben született Törcsváron. Apja asztalosként dolgozott a brassói Schielnél; apai nagyapja, Karl Lehmann erdész volt és a törcsvári kastély alatti erdészházban lakott, ezen felül a Siebenbürgischer Karpatenverein hegyi vezetőjeként a Bucsecs-hegységben kalauzolta a turistákat. A fiatal Lehmann már 6 éves korától járta a hegyeket, és kiválóan ismerte a Bucsecset, a Királykőt, és a Fogarasi-havasokat.
Az általános és középiskolát magyar nyelven járta ki Brassóban, a Főreáliskolában érettségizett, és autodidakta módon több más tudományágban is elmélyült. Ezután elvégzett egy négy éves tanfolyamot a német kereskedelmi iskolában, majd 1911-től a Kamner und Jekelius vaskereskedésben dolgozott. Az első világháború kitörésével, 1914-ben honvédnek állt, de 1915-ben orosz hadifogságba esett és Taskentbe vitték, ahol műszaki rajzolóként dolgozott Schwecht építész mellett. 1918-ban megszökött és több mint ezer kilométert tett meg, de ismét elfogták és Szibériába vitték, ahol rajzolóként dolgozott a vasútnál. 1920-ban Szamarába került, majd 1921-ben sikerült hazatérjen Brassóba. Itt 1930-ig ismét a Kamner und Jekelius alkalmazta, majd a polgármesteri hivatalnál kapott állást, mint turisztikai technikus. Feladata az volt, hogy kiépítse a Brassó környéki hegyekben a turistautakat.
1936-tól a turisztikai hivatal (ONT Brașov) hegyi vezetőként alkalmazta; főként külföldi turistákat kellett kalauzoljon. Ő volt az egyetlen ember az országban, akinek hivatalos hegyi vezetői bizonyítványa volt. Az 1940-es évek végén, a kommunista hatalomátvétellel ez a munkakör megszűnt, így Lehmann ismét turisztikai technikusként dolgozott tovább. A hegyi túrázás ezekben az időkben nem volt veszélytelen, mivel fennállt a lehetősége, hogy a kirándulók a Securitate és az antikommunista partizánok kereszttüzébe kerülnek.
Későn házasodott, a pár gyermektelen maradt, felesége 1963-ban hunyt el. Brassóban a Fekete utca (Str. Nicolae Bălcescu) 2. szám alatt lakott. Az 1960-as években nyugdíjazták; ezután fiatalokból szervezett önkéntes csapatokkal folytatta tevékenységét. 1989-ben a Siebenbürgischer Karpatenverein tiszteletbeli taggá választotta.
96 éves korában, tüdőgyulladásban hunyt el. Bár katolikus vallású volt, sírja a brassói evangélikus temetőben van.

### Teljesítményei
Nagyfokú állóképessége volt, napi 50 kilométer hosszú magashegyi túrákat tett meg. Jelentősebb útjai:
- 1913. augusztus 18–19.: Bucșoiu-csúcs – Omu-csúcs – Țigănești-nyereg
- 1921. december 31. – 1922 január 1.: Sinaia – Vârful cu Dor – Ialomița-barlang (Carl Lehmann, Johann Waldemar Goldschmidt, H. Gebauer, F. Tontsch); éjszakai túra
- 1924. december 25–27.: Barcarozsnyó – Omu-csúcs – Sinaia (Carl Lehmann, Zach)
- 1927. február 20.: Királykő-hegység gerince (Carl Lehmann és Csallner Erwin)
- 1929. február: Fogarasi-havasok gerince (Carl Lehmann és Csallner Erwin)
- 1935. február 27.: Bucșoiu-csúcs (Carl Lehmann és Csallner Erwin)
- 1936. január 6.: Királykő gerince (Carl Lehmann és Ion Udriște-Olt)
- 1936. január 12.: Királykő gerince (Carl Lehmann és Otto Wilck)
- 1938. március 20.: Csukás-hegy (Carl Lehmann, Niculae Macavei, Niculae Biriș, Szabó Lajos, Otto Wilck, S. Kohn)
- 1942. március: Paltina-csúcs

## Munkássága

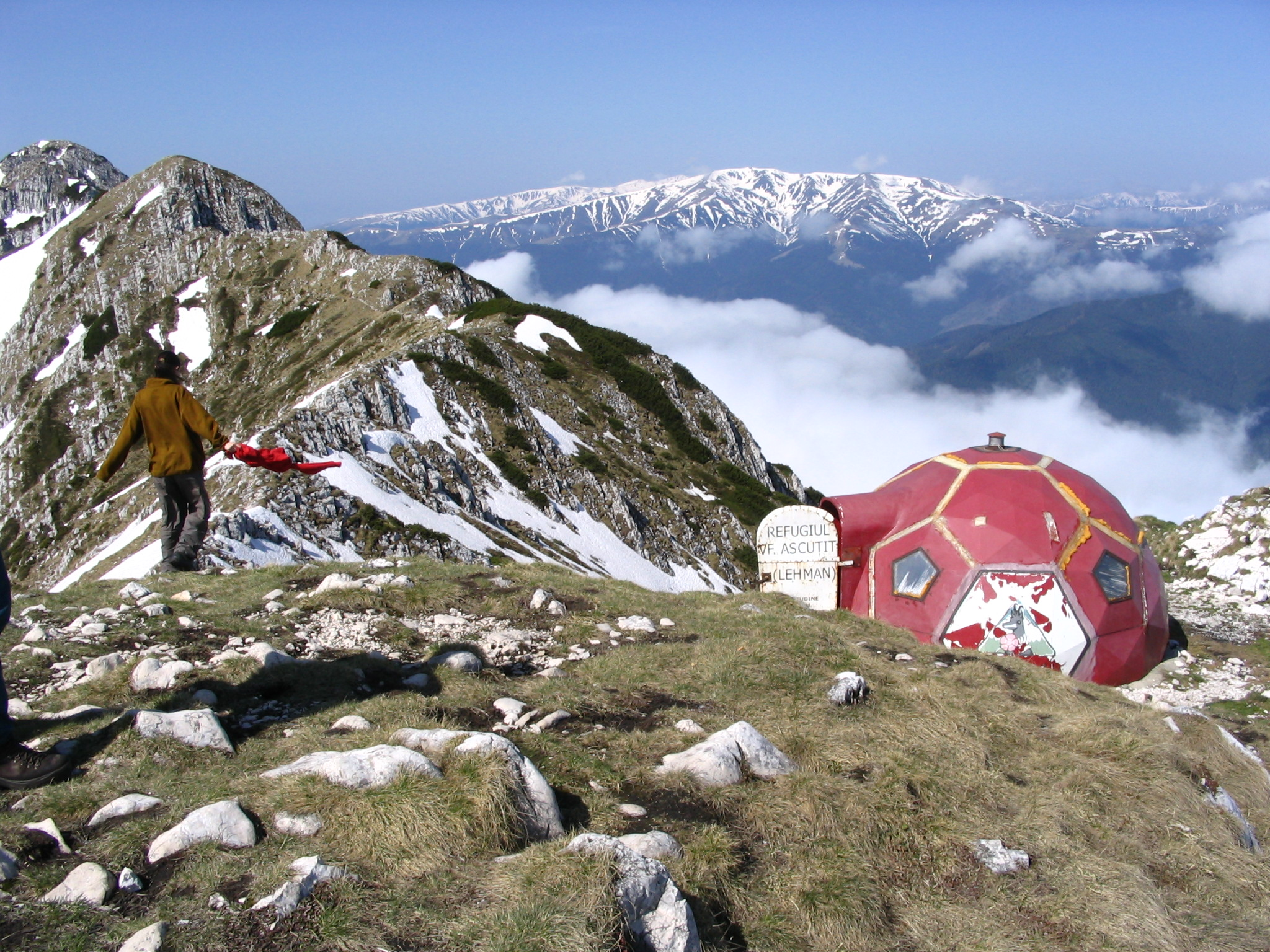
A Lehmann-védkunyhó

Kiválóan ismerte a Brassó környéki hegyeket; ösvényeket tervezett, létesített, és javított, turistajelzéseket és háromnyelvű útjelző táblákat festett (ezek közül néhány tábla még a 2010-es években is látható volt, például az Arany-likhoz vezető ösvény mentén). Nagymértékben neki köszönhetőek a jelzett turistautak a Keresztényhavason, a Nagykőhavason, a Királykő-hegységben, a Bucsecs-hegységben, a Csukás-hegységben, és a Fogarasi-havasokban. Az ő vezetésével építették fel 1933-ban a brassópojánai Sulinar hegyimentő központot (az első ilyen létesítményt Romániában), és több, mint tíz további menedékház építésénél segédkezett. Az 1940-es évek végén megépítette a 7 Noiembrie védkunyhót a Királykő gerincén, mely számos turista életét mentette meg; ezt egy tűzeset után újjáépítették, és ma Lehmann nevét viseli.
Lehmann volt az első, aki téli körülmények között végigjárta a Királykő fő gerincét (1927. február, AD nehézségi fokozatú út), és megmászta a Királykő keleti oldalát (1935). Ő vezette be Erdélyben a magashegyi síelést; az akkor használatos kétméteres sílécek helyett rövidebbeket használt, melyekkel könnyen tudott haladni az erdős helyeken. 1937-ben síiskolát alapított Felsőszombatfalván, a Fogarasi-havasok alatt.
Számos természetfotót készített, ezek közül sokat felhasználtak tudományos és turista kiadványok, továbbá képeslapok illusztrálására.

## Emlékezete
- Az ő nevét viseli egy brassói utca (a Bolonya negyedi Str. Karl Lehmann, régi magyar nevén Tömös utca), több menedékház és turistaút, és egy hegymászó csoport.
- Az Erdélyi Kárpát-egyesület 2016-tól szervezi a Lehmann Károly teljesítménytúrát.
- A Lehmann Károly-díjat minden évben kiadják a legjobb brassói férfi túravezetőnek.[11]